# Tứ Kỳ, Hải Phòng
Tứ Kỳ là xã thuộc thành phố Hải Phòng, Việt Nam.

## Địa lý
Thị trấn Tứ Kỳ có diện tích 4,76 km², dân số năm 1999 là 6.050 người, mật độ dân số đạt 1271 người/km².

## Lịch sử
Ngày 16 tháng 6 năm 1997, thành lập thị trấn Tứ Kỳ theo quyết định số 76-CP của Chính phủ trên cơ sở một phần diện tích và dân số của 2 xã Đông Kỳ và Tây Kỳ (nay là một phần xã Chí Minh cùng huyện).

## Hành chính
Thị trấn Tứ Kỳ có 4 khu dân cư: thôn La Tỉnh chia thành 2 khu dân cư là khu La Tỉnh Nam và khu dân cư La Tỉnh Bắc, thôn An Nhân chia thành 2 khu dân cư là khu An Nhân Đông và khu An Nhân Tây.